# 526
| [ Edytuj tabelę ]          |                                                                              |
| Król Aksum                 | - 520 Kaleb 540                                                              |
| Cesarz Bizancjum           | - 518 Justyn I 527                                                           |
| Cesarz Chin                | - 502 Liang Wudi 549                                                         |
| Król Franków               | - 511 Childebert I 558 - 511 Teuderyk I 534 - 511 Chlotar I 561              |
| Król Kentu                 | - 522 Eormenric 560                                                          |
| Patriarcha Konstantynopola | - 520 Epifaniusz 535                                                         |
| Władca Korei               | - 519 Anjang 531                                                             |
| Król Mercji                | - 501 Cnebba (?) 566                                                         |
| Król Munsteru              | - 523 Dub 527                                                                |
| Król Ostrogotów            | - 471 Teodoryk Wielki 526 - 526 Atalaryk 534 - 526 Amalasunta (regentka) 534 |
| Papież                     | - 523 Jan I 526 - 526 Feliks IV 530                                          |
| Król Persji                | - 488 Kawad I 531                                                            |
| Król Wandalów              | - 523 Hilderyk 530                                                           |
| Król Wessexu               | - 519 Cerdic 534                                                             |
| Król Wizygotów             | - 511 Teodoryk Wielki 526 - 526 Amalaryk 531                                 |

Rok 526 / DXXVI
stulecia: V wiek ~
VI wiek ~
VII wiek

lata: 516 «
521 «
522 «
523 «
524 «
525 «
526
» 527
» 528
» 529
» 530
» 531
» 536

## Wydarzenia
- 11 lutego – K’inich Tatbu Skull II został władcą Yaxchilán[1].
- 19 kwietnia – Jan I (papież) koronował w Konstantynopolu cesarza Justyna I.
- 20 maja – wielkie trzęsienie ziemi w Antiochii, jedno z najtragiczniejszych w historii. W wyniku wstrząsów i pożarów zginęło około 250 tysięcy mieszkańców, a Antiochia, choć odbudowana, nie odzyskała już antycznej świetności.
- 30 maja – trzęsienie ziemi zniszczyło starożytne miasta Diassarites i Lychnidos, leżące na terenie dzisiejszej Ochrydy w Macedonii Północnej.
- 12 lipca – Feliks IV został papieżem.
- 30 sierpnia – zmarł Teodoryk Wielki; królem Ostrogotów został Atalaryk, a królem Wizygotów Amalaryk.
- Plemiona słowiańskie zajęły Morawy.
- Przybycie Longobardów do Panonii.

## Zmarli
- 18 maja – Jan I, 53. papież Kościoła katolickiego.
- 30 sierpnia – Teodoryk Wielki, król Ostrogotów (ur. ok. 451).
- 30 października – Paweł z Edessy, syryjski biskup Edessy.
- Kwintus Aureliusz Memmiusz Symmachus, rzymski polityk.